# Baron Beaverbrook

Wappen der Barone Beaverbrook

Baron Beaverbrook, of Beaverbrook in the Province of New Brunswick, Canada, and of Cherkley in the County of Surrey, ist ein erblicher britischer Adelstitel in der Peerage of the United Kingdom.

## Verleihung
Der Titel wurde am 2. Januar 1917 dem berühmten britisch-kanadischen Zeitungsverleger und Politiker Sir Max Aitken, 1. Baronet verliehen. Dieser war während des Ersten Weltkriegs für die Berichterstattung über die kanadischen Truppen an der Westfront verantwortlich. Im Zweiten Weltkrieg war er Minister für Flugzeugproduktion, dann für Nachschub. Bereits am 3. Juli 1916 war ihm der fortan nachgeordnete Titel Baronet, of Cherkley in der County of Surrey, verliehen worden.
Der Sohn des ersten Barons verzichtete drei Tage nach dem Tod seines Vaters auf die Baronswürde mit der Begründung, dass es zu seinen Lebzeiten nur einen Lord Beaverbrook geben solle. Er führte dann die Baronetswürde.

## Liste der Barone Beaverbrook (1917)
- William Maxwell Aitken, 1. Baron Beaverbrook (1879–1964)
- Sir John William Maxwell Aitken, 2. Baronet (1910–1985) (verzichtete 1964 auf den Titel Baron Beaverbrook)
- Maxwell William Humphrey Aitken, 3. Baron Beaverbrook (* 1951)

Titelerbe (Heir Apparent) ist der Sohn des jetzigen Barons, Hon. Maxwell Francis Aitken (* 1977).